# We Shoot with Love
We Shoot with Love je krátký povídkový film z roku 2009 českých a slovenských režisérů, kteří si napsali i scénář svých povídek. Při délce filmu něco málo přes 10 minut vychází na každou část zhruba dvě minuty.

## Jednotlivé povídky

### Tomáš Bařina: For Elise
Knihovník (Vojtěch Kotek) spatří v čítárně krásnou studentku (Kristýna Leichtová), sedne si naproti ní k vedlejšímu stolu a snaží se ji zaujmout přesně danými svůdnými pohledy vyčtenými z knížky Jak sbalit ženu.
Produkce: Daniela Stránská, hudba: Karel Havlíček, kamera: Tomáš Sysel, střih: Petr Mrkous.

### Milan Balog: Auteur
Muž (René Přibil) střílí na lidi na televizní obrazovce, ti se zasažení kácejí k zemi.
Produkce: Lucie Slavíčková, hudba: Jakub Hauskrecht, kamera: Alexander Šurkala, střih: Saša Gojdičová.

### Alexander Lauf: Last Man Driving
Souboj dvou řidičů a jejich aut v temném uzavřeném prostoru.
Produkce: Jiří Heršálek, hudba: DJ Mike Trafik, kamera: Jakub Dvorský, střih: Petr Mrkous.

### Roman Valent: Pulse Beat
V zapadlém suterénu to vře jak na zápasech wrestlerů, diváci divoce sází a vprostřed shluku sedí dva zápasníci a pomocí elektrod zapojených po těle a na hlavě se snaží vyhrát závod elektrických žab poháněných elektřinou z jejich těl. Muž, který od začátku závodu prohrává (Petr Vaněk), spatří mezi diváky ženu a vzpomínky na jejich společně strávené chvíle ho vyburcují k drtivému finiši a těsnému vítězství.
Produkce: Jan Hrubec, hudba: Michal Novinski, kamera: Jakub Dvorský a Jan Čabalka, střih: Petr Turyna.

### Karel Janák: Boo
Mladík (Jiří Mádl) výlohou z obchodu spatří na ulici krásnou dívku (Jenůfa Boková), rychle popadne z regálu deodorant značky Boo, zaplatí a vyběhne za dívkou. Pronásleduje dívku po Praze, ale dívka se o něj vůbec nezajímá, zato za ním se tvoří hlouček mužů. Ukáže se, že mladík ve spěchu omylem koupil a na sebe nastříkal deodorant pro ženy. Na Staroměstském náměstí se na malý hlouček už nabalí velký dav mužů (např. Jan Antonín Duchoslav, který uteče od své dívky a nechá ji stát pod Orlojem) a ti mladíka nakonec pravděpodobně ušlapou.
Produkce: Jan Hrubec, hudba: Jan P. Muchow, kamera: Martin Preiss, střih: Petr Staněk.